# Группа 7
«Группа 7» (исп. Grupo 7) — испанский полицейский триллер кинорежиссёра Альберто Родригеса 2012 года. Номинировался на испанскую национальную кинопремию «Гойя» за 2012 год в шестнадцати категориях.

## Сюжет
1987 год, Севилья. Город готовится к проведению Всемирной выставки в 1992 году. Перед группой полицейских из четырёх человек стоит задача по избавлению центра города от наркотрафика и проституции. Для достижения этой цели группа использует и незаконные методы. Во главе этого отряда находятся Рафаэль (Антонио де ла Торре), надменный, жестокий и опытный полицейский, и Анхель (Марио Касас), молодой офицер.

## В ролях
- Антонио де ла Торре — Рафаэль
- Марио Касас — Анхель
- Хоакин Нуньес — Матео
- Хосе Мануэль Пога — Мигель
- Хулиан Вильягран — Хоакин
- Инма Куэста — Элена
- Лусия Герреро — Лусия
- Эстефания де лос Сантос — Каоба
- Педро Сервантес — Эулохио
- Альфонсо Санчес — Амадор